# مارقوس وسلندر
مارقوس وسلندر (بالسويدية: Magnus Wislander)‏ ولد في 22 فبراير 1964 في قوتابورغ، لاعب كرة يد سويدي.
اختير كأحسن لاعب في القرن امام تالن ديجشهوباف واندراج لافروف. دخل الفريق الوطني السويدي سنة 1995 الذي سيطر على كرة اليد العالمية في اخر القرن العشرين.
لكنه لم يستطيع الحصول على لقب أولمبي.

## النوادي
- - 1973:تيفو إي إف
  - 1979:رادبيرجسليسد إي كاي
  - 1990:تي ايتش دبليو كيئل
  - 2002:رادبيرجسليسد إي كاي

## القابه

### الفريق الوطني السويدي
- الألعاب الأولمبية الصيفية :
  - ميدالية فضية في الألعاب الأولمبية الصيفية لسنة 2000
  - ميدالية فضية في الألعاب الأولمبية الصيفية لسنة 1996
  - ميدالية فضية في الألعاب الأولمبية الصيفية لسنة 1992
- كأس العالم لكرة اليد :
  - ميدالية ذهبية في كأس العالم 1999 في مصر
  - ميدالية ذهبية في كأس العالم 1900 في تشاكوسلوفاكيا
  - ميدالية فضية في كأس العالم 2001 في فرنسا
  - ميدالية فضية في كأس العالم 1997 في اليابان
  - ميدالية برونزية في كأس العالم 1995 في إيسلندا
  - ميدالية برونزية في كأس العالم 1993 في السويد
- كأس أوروبا :
  - ميدالية ذهبية في كأس أوروبا سنة 2002 بالسويد
  - ميدالية ذهبية في كأس أوروبا سنة 2000 بكرواتيا
  - ميدالية ذهبية في كأس أوروبا سنة 1998 بإيطاليا
  - ميدالية ذهبية في كأس أوروبا سنة 1994 بالبرتغال
    - في المجموع مارقوس وسلندر لعب 384 مباراة مع منتخبه وسجل فيها أكثر من 1185 هدف بين 1985 و2004

### النوادي
- - بطولة ألمانيا لكرة اليد :1994، 1995، 1996، 1998، 1999، 2000
  - كأس ألمانيا لكرة اليد :1999، 2000

## إنجازاته الشخصية
- - فاز بجائزة أفضل لاعب في العالم في كرة اليد لسنة 1990.
  - أفضل لاعب كرة يد في العالم في القرن العشرين

## وصلات خارجية
- مارقوس وسلندر على موقع الاتحاد الأوروبي لكرة اليد (الإنجليزية)
- مارقوس وسلندر على موقع نادي كيل لكرة اليد (الألمانية)
- مارقوس وسلندر على موقع اللجنة الأولمبية الدولية (الإنجليزية)
- مارقوس وسلندر على موقع أوليمبيديا (الإنجليزية)
- مارقوس وسلندر على موقع اللجنة الأولمبية السويدية (السويدية)

مسيرة مارقوس وسلندر